# Refuse/Resist (singel)
Refuse/Resist – singel zespołu Sepultura z albumu Chaos A.D. wydany przez Roadrunner Records w 1993 roku. 
Tekst utworu odnosi się do ulicznych zamieszek. W opinii Maxa Cavalery riff do tej piosenki jest jednym z dwóch najlepszych stworzonych przez niego. We wstępie do utworu słychać bicie serca syna Maxa Cavalery, Zyona, nagrane przez niego na magnetofon przyłożony do stetoskopu tuż przed narodzeniem dziecka w styczniu 1993.

## Okładka
Okładka Refuse/Resist przedstawia wydarzenia z Seulu z 12 kwietnia 1989 – student z tzw. koktailem Mołotowa atakujący oddziały policji. Po wewnętrznej stronie okładki przedstawiono zdjęcie z protestu studentów na placu Tian’anmen.

## Twórcy
- Max Cavalera – gitara rytmiczna, śpiew
- Andreas Kisser – gitara prowadząca
- Paulo Jr. – gitara basowa
- Igor Cavalera – perkusja

## Lista utworów
| Nr | Tytuł utworu     | Długość |
| -- | ---------------- | ------- |
| 1. | „Refuse/Resist”  | 3:19    |
| 2. | „Inhuman Nature” | 3:13    |
| 3. | „Propaganda”     | 3:31    |
|    |                  | 10:03   |